# بثرة
البُثُورُ (المفرد: بَثْرَةٌ
) أو البُقَعُ هي نوع من أنواع العد (حب الشباب) وتعتبر من إحدى نتائج زيادة الدهون في المسامات. البثور والحطاطات هي بعض الأنواع. يمكن أن يعالج حب الشباب بكثير من الأدوية التي يصفها أطباء الجلدية، أو بتلك المجموعة المتنوعة من علاجات البثور التي تشترى من الصيدليات.

## الأسباب
توجد الغدة الزهمية التي تتولى إنتاج الزهم داخل المسامات. عند تذرف الطبقات الخارجية للجلد خلايا الجلد الميتة (كما هو الحال باستمرار) التي خلفت وراءها قد يقوم الزهم بتوصيلها مما يؤدي إلى انسداد في المسامات خاصة عندما يصبح الجلد أكثر سمكا في سن البلوغ. تقوم الغدد الزهمية بإنتاج الزهم أكثر مما يؤدي إلى الانسداد، ويأوي هذا الزهم مختلف أنواع البكتيريا بما في ذلك الأنواع  البروبيونيه المعدية، والتي تتسبب في الإصابة والالتهاب بشكل أسرع.

## العلاج

### الوصفات الطبية المختلفة
المشترك في أدوية متاحة بدون وصفة لعلاج البثور هو مادة البرواكسيد و/أو حمض الصفصاف والعوامل المضادة للبكتيريا مثل التريكلوسان. يمكن العثور على هذه المكونات في كثير من الكريمات والجل «المواد الهلامية» المستخدمة لعلاج حب الشباب الشائع من خلال استخدامها موضعياً كل الأدوية تساعد الجلد أن ينسلخ ويتقشر بسهولة أكبر، مما يساعد على إزالة البكتيريا أسرع. يجب على المريض غسل الوجه بالماء الحار وثم تجفيفه قبل الاستخدام، ويمكن أيضاً أستخدام منظفات الوجه الصافية لهذا الغرض. الإصابة بحب الشباب ليست بسبب العدوى البكتيرية، فهي عادة تعالج بـ «تريتينوين» الالتزام بإبقاء منطقة الجلد المتضررة نظيفة بالإضافة إلى الاستخدام الصحيح لهذه الأدوية الموضعية عادة أمر كافٍ للسيطرة على حب الشباب. 1-2 في المائة من السكان يتحسسون لعلاجات البرواكسيد فهذا ليس أمراً حرجاً. مؤخرا أظهرت نيكليوتيده، علاجاً موضعياً، على أن يكون أكثر فعالية في علاج البثور من المضادات الحيوية مثل كليندمايسين. نيكليوتيده (فيتامين ب3) ليس من المضادات الحيوية، وقد لا يسبب الآثار الجانبية المرتبطة عادة بالمضادات الحيوية، مما يعتبر ميزة إضافية تتمثل في الحد من فرط تصبغ الجلد الذي يؤدي إلى ندوب بثرة.

### وصف الدواء
من الممكن للدواء معالجة البثور ويشير العد الشديد عادة إلى ضرورة وصفه الدواء لعلاج البثور. وتتكون الأدوية التي يصرفها الأطباء لعلاج حب الشباب والبثور من الايزوتريتنون، الذي كانت «ريتينويد» تقرره من المضادات الحيوية مثل تيتراسيكلينيس والاريثروميسين. بينما كانوا أكثر فعالية من العلاجات الموضعية كالبنزويل بيروكسايد لأنه وجد في نهاية المطاف أن البكتيريا نمت المقاومة للمضادات الحيوية فالعلاجات أصبحت أقل فعالية. أيضا، للمضادات الحيوية آثار جانبية أكثر من العلاجات الموضعية، مثل تقلصات المعدة وتغير الون للأسنان بشكل كبير.

## صور توضيحية

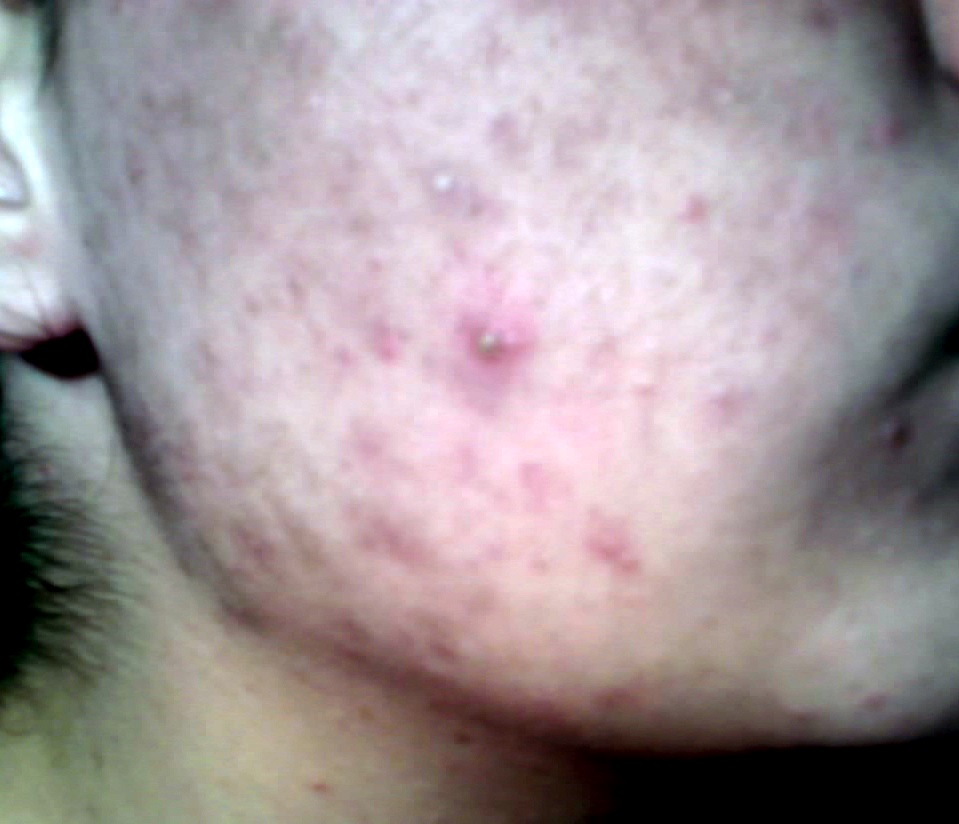
الرؤوس البيضاء
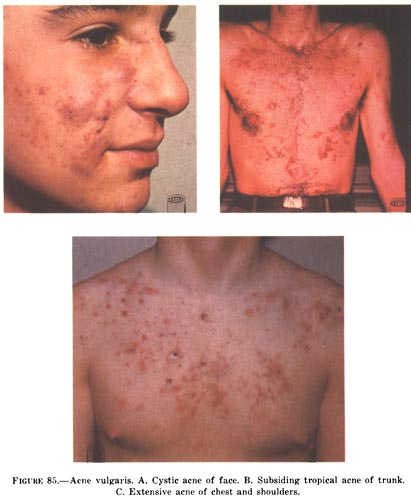
يمكن أن تؤدي البثور إلى تورم كبير وقد تظهر على الظهر والصدر.
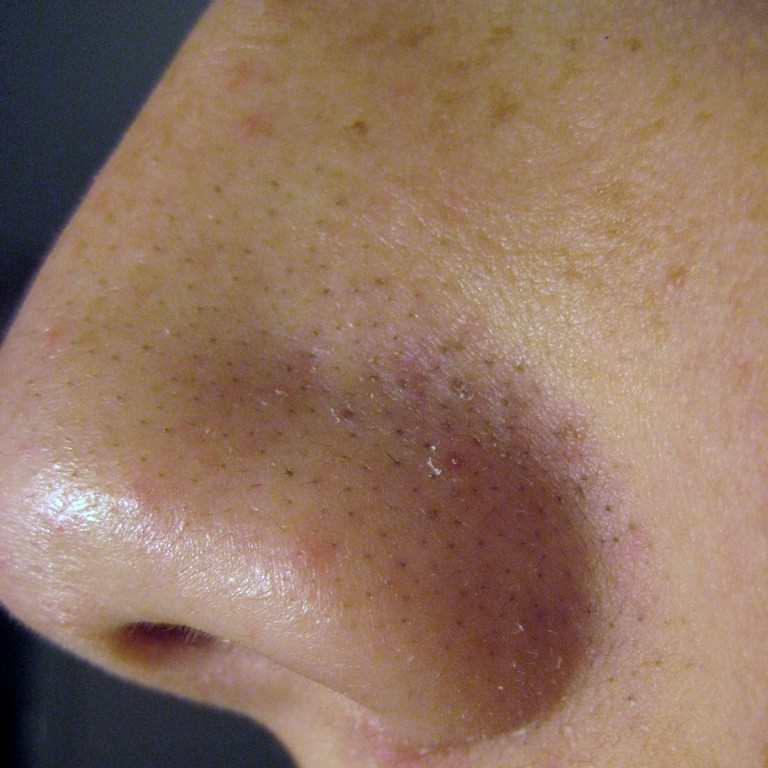
الرؤوس السوداء هي إزدياد إفراز الدهون من الغدد الملحقة ببصيلات الشعر في مسام الجلد وهذه الدهون الفائضة تجف على سطح الجلد عند إمتزاجها بالخلايا الأخرى فتسد مسامه وتكون الرؤوس السوداء.